# Người bán hoa

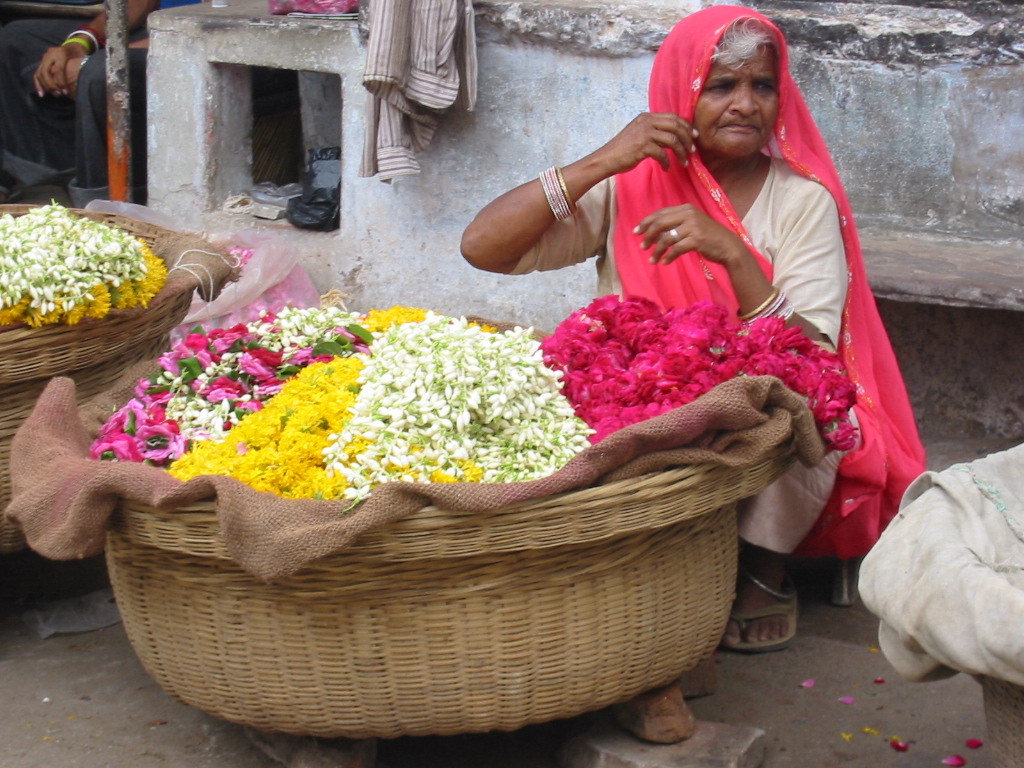
Một người bán hoa ở Pushkar, Ấn Độ

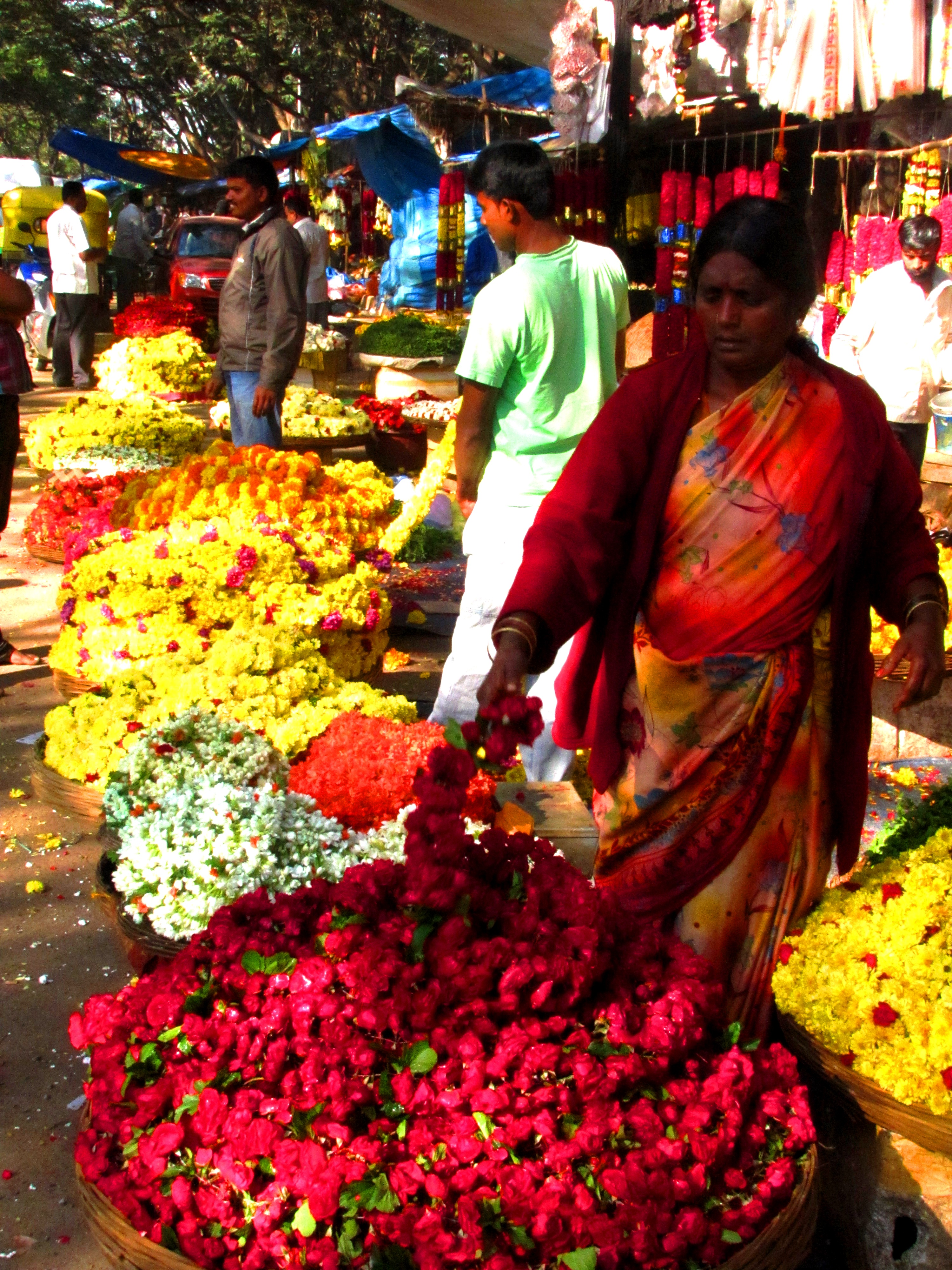
Người bán hoa ở chợ Madiwala, Bangalore, Ấn Độ

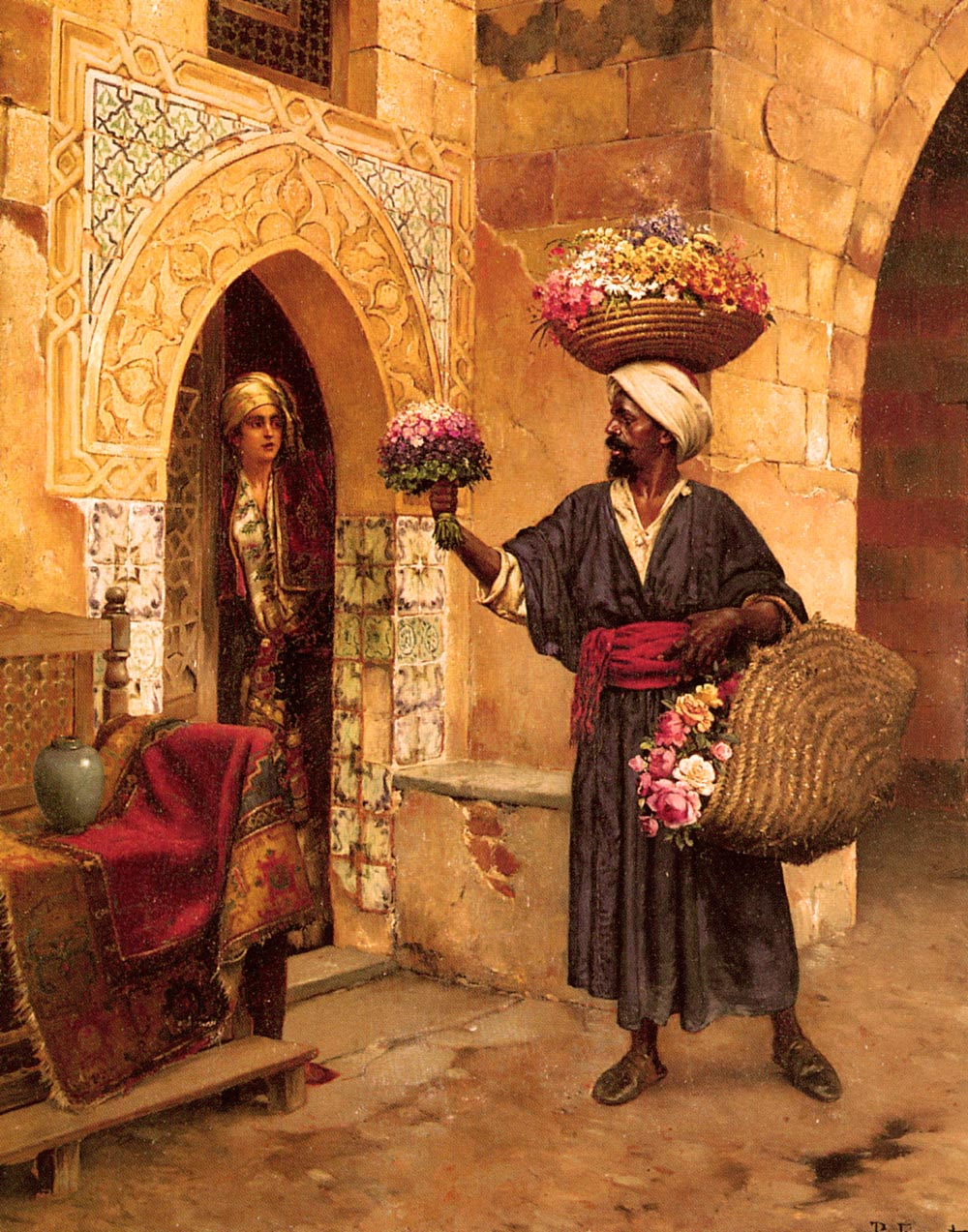
Bức tranh Người bán hoa của Rudolf Ernst

Người bán hoa, bình thường là phụ nữ, theo truyền thống bán hoa trên đường phố. Thường thì những bông hoa được mang theo, trong một cái giỏ chẳng hạn. Các chủ đề đã được yêu thích của các nghệ sĩ. Nghề này hầu hết đã chết ở các nước như Vương quốc Anh, nhưng vẫn tồn tại ở những nước khác như Ấn Độ.
Loạt phim Squibs của Anh những năm 1920 được xây dựng xoay quanh cuộc phiêu lưu của một cô gái bán hoa ở London do Betty Balfour thủ vai.
Ở Việt Nam, vào các dịp lễ như ngày nhà giáo VIệt Nam (20/11), ngày Quốc tế phụ nữ (8/3),...,hoa thường được bán trên vỉa hè ở các thành phố lớn như Hà Nội và Thành phố Hồ Chí Minh. Người bán hoa thường là sinh viên các trường đại học.